# 愛のシューティング・スター
『愛のシューティング・スター』（あいのシューティング・スター）は、ゴスペラーズ37枚目のシングル。2010年9月22日にキューンミュージックから発売された。

## 概要
前作『ラヴ・ノーツ』から1年ぶりのシングル。カップリング曲の「いろは 2010」は、アルバム『アカペラ』収録されている「いろは」をバンドサウンドにアレンジし、新しく録音した楽曲である。

## 収録曲
1. 愛のシューティング・スター
  - 作詞：山田ひろし／作曲：酒井雄二・村上てつや／編曲：YANAGIMAN
  - 全員ソロパートがあるが、曲の大半は村上てつやが歌唱。
  - バック・トラックはフィラデルフィア・ソウルを取り入れている。
2. いろは 2010
  - 作詞・作曲：酒井雄二／編曲：酒井雄二 & PGB